# Фройла
Фро́йла (лат., ісп. і порт. Froila, МФА: [ˈfɾoj.ɫɐ]) — іберійське чоловіче особове ім'я. Використовувалося в середньовіччі в християнських країнах Іспанії та Португалії. Походить від готського імені Фроїла (гот. 𐍆𐍂𐌰𐌿𐌹𐌻𐌰, Froila; «маленький господар, панич»; де froi-, frau- «господар, пан», а -ila — димінутивний суфікс). Інші форми — староіспанською: Фруела (Fruela), Фройлан (Froilán) тощо. Жіноча форма — Фройлана (Froilana).

## Особи
- Фройла Вермудес де Траба — галійсійський лицар.